# Jean Rilliet
Jean-Horace Rilliet (* 30. April 1908 in Genf; † 24. Oktober 1980 in Rom) war ein Schweizer evangelischer Geistlicher und Hochschullehrer.

## Leben

### Familie
Jean Rilliet entstammte der alten Genfer Familie Rilliet, er war der Sohn des Arztes Frédéric-Théodore Rilliet, Bürgermeister von Bellevue, und dessen Ehefrau Germaine-Marguerite Emilie (geborene Naville).
Er war seit 1932 mit Marcelle-Cécile-Victoire, Tochter des Arztes Philippe Pierre Rivier, verheiratet.

### Werdegang
Jean Rilliet studierte Theologie an der Universität Strassburg und setzte das Studium an der Freien Theologischen Fakultät in Lausanne, an der Universität Glasgow und der Universität Basel fort und promovierte 1933 zum Lizenziaten; 1934 erfolgte seine Ordination in Genthod. Er war darauf Pfarrer in Glasgow, Kairo und Basel, bevor er von 1936 bis 1945 Pfarrer der Kirchgemeinde Dardagny-Russin wurde; in dieser Zeit promovierte er 1938 mit einer Dissertation über Alexandre Vinet zum Dr. theol. Darauf war er von 1945 bis 1959 Pfarrer an der französischen Kirche in Zürich und seit 1964 an der Cathédrale Saint-Pierre in Genf, in der er unter anderem im November 1965 die neu installierte Orgel weihte.
1940 wurde er Privatdozent an der Universität Genf.
Er war 1965 am Gottesdienst anlässlich der Beisetzung von Albert Schweitzer beteiligt und leitete 1967 die Trauerfeierlichkeiten bei der Beerdigung des Archäologen Louis Blondel.
1973 zog er sich nach Mont-sur-Rolle zurück, um sich seiner literarischen und journalistischen Tätigkeit zu widmen.

### Geistliches und berufliches Wirken
Jean Rilliet war als Militärseelsorger viele Jahre lang im Konsistorium der Evangelischen Landeskirche in Genf tätig und arbeitete für mehrere Zeitungen, unter anderem für die Tribune de Genève sowie für Le Messager social, für die er aus Rom über das Zweite Vatikanische Konzil und die Bischofssynoden von 1971, 1974 und 1977 berichtete. Weiterhin publizierte er 1959 eine Biografie über Huldrych Zwingli und 1963 eine über Johannes Calvin sowie weitere Werke, darunter 1952 Karl Barth, théologien existentialiste?, 1954 Catholiques, protestants, frères pourtant und 1961 Le pasteur et son métier.
Im Februar 1962 nahm er an einer Debatte über Die Schweiz und die Atomwaffen teil, an der unter anderem der Geistliche Jean-Daniel Chapuis teilnahm und die von dem Theologen Pierre Bonnard geleitet wurde. In dieser Diskussion sprach er sich für eine Bewaffnung der Schweizer Armee mit Atomwaffen aus.

## Schriften (Auswahl)
- La conception du salut dans l’œuvre d’Alexandre Vinet: contribution au problème de l’œuvre d’Alexandre Vinet: contribution au problème de l’apologétique chrétienne. Éditions Labor, Genf 1939.
- Paroles de Dieu pour notre temps: Courtes méditations. H. Robert, Genf 1941.
- Notion de révélation et christologie dans la «Dogmatique» de Karl Barth. La Concorde, Lausanne 1944.
- La liberté spirituelle du protestantisme: sa nature et ses exigences. Labor et Fides, Genf 1944.
- Le grain de sénevé: vingt-cinq brèves méditations sur des textes essentiels, précédées de réflexions sur la lecture des Évangiles. Labor et Fides, Genf 1947.
- Karl Barth, théologien existentialiste? H. Messeiller, Neuenburg 1952.
- mit Léon Cristiani: Catholiques, protestants, frères pourtant. Fayard, Paris 1954.
- mit Léon Cristiani: Catholiques, protestants: les pierres d’achoppement. Fayard, Paris 1955.
- L’énigme des jésuites: Ignace de Loyola. H. Messeiller, Neuenburg 1956.
- mit Léon Cristiani: Dennoch Brüder: katholisch-protestantische Begegnung: ein Briefwechsel zwischen Pfarrer Jean Rilliet und Kanonikus Léon Cristiani. Böniger, Zürich 1956.
- mit Léon Cristiani (Übersetzung: Irmgard Vogelsanger-de Roche): Die Steine des Anstosses: katholisch-protestantische Begegnung. Böniger, Zürich 1956.
- Zwingle: le troisième homme de la Réforme. A. Fayard, Paris 1959.
- Le pasteur et son métier. A. Fayard, Paris 1961.
- Calvin, 1509–1564. A. Fayard, Paris 1963.
- La foi d’un protestant. Labor et Fides, Genf 1966.
- Saint Luc aujourd’hui. Labor et Fides, Genf; Librairie protestante, Paris 1970.
- «Tu es Pierre»: une amorce de dialogue. Labor et Fides, Genf; Librairie protestante, Paris 1974.
- Six siècles d’existence genevoise: les Rilliet (1377–1977). Genf 1977.[13]
- Lettre à Jean Calvin sur l’état de l’Église aujourd’hui. Tribune Éditions, Genf 1979.